# Heliconius erebius
Heliconius erebius är en fjärilsart som beskrevs av Riffarth 1900. Heliconius erebius ingår i släktet Heliconius och familjen praktfjärilar. Inga underarter finns listade i Catalogue of Life.